# Język wolani
Język wolani, także: woda, woda-mo, wodani – język transnowogwinejski używany w indonezyjskiej prowincji Papua, na górzystym terenie w rejonie rzek Kemandoga i Mbiyandogo. Według danych z 1992 roku posługuje się nim 5 tys. osób.
Został opisany w postaci list słownictwa. Jest zapisywany alfabetem łacińskim.